# フラッテ・ローザ
フラッテ・ローザ（伊: Fratte Rosa）は、イタリア共和国マルケ州ペーザロ・エ・ウルビーノ県にある、人口約900人の基礎自治体（コムーネ）。

## 地理

### 位置・広がり
ペーザロ・エ・ウルビーノ県のコムーネ。ウルビーノから東南東へ24km、ペーザロから南へ31kmの距離にある。

#### 隣接コムーネ
隣接するコムーネは以下の通り。
- フォッソンブローネ
- モンダーヴィオ
- ペルゴラ
- サン・ロレンツォ・イン・カンポ
- サンティッポーリト
- テッレ・ロヴェレスケ

### 気候分類・地震分類
フラッテ・ローザにおけるイタリアの気候分類 (it) および度日は、zona E, 2411 GGである。
また、イタリアの地震リスク階級 (it) では、zona 2 (sismicità media) に分類される。